# Sepp-Schellhorn-Stipendium
Das Sepp-Schellhorn-Stipendium ist ein österreichischer Literaturpreis und ermöglicht den Preisträgern eine Artist in Residence in der Gemeinde Goldegg im Pongau im Land Salzburg.
Die Sepp Schellhorn Stiftung, benannt nach dem Hotelier und Gastronom Sepp Schellhorn, wurde 2011 ins Leben gerufen und vergibt Arbeitsstipendien für eine Dauer von bis zu sechs Monaten.

## Preisträger
- 2011 Andreas Maier
- 2012 Nina Bußmann
- 2012 Julius Deutschbauer
- 2013 Carmen Stephan
- 2013 Nicolas Mahler
- 2013 Bettina Erasmy
- 2014 Thomas Glavinic
- 2014 Asli Özdemir
- 2015 Vea Kaiser
- 2015 Valerie Fritsch
- 2015 Thomas Maurer
- 2016 Norbert Gstrein
- 2017 Degenhard Andrulat
- 2017 Petra Fischer
- 2017 Konstantin Luser
- 2017 Thomas Olah
- 2018 Eva Menasse
- 2018 Marie Pohl
- 2018 Denise Schellmann